# Condado de Power
El condado de Power (en inglés: Power County), fundado en 1913, es uno de los 44 condados del estado estadounidense de Idaho. En el año 2000 tenía una población de 7.538 habitantes con una densidad poblacional de 2.1 personas por km². La sede del condado es American Falls.

## Geografía
Según la Oficina del Censo, el condado tiene un área total de 3736 km² (1442,5 mi²), de la cual 3640 km² (1405,4 mi²) es tierra y 96 km² (37,1 mi²) (2.57%) es agua.

### Condados adyacentes
- Condado de Bannock - este
- Condado de Oneida - sur
- Condado de Bingham - norte
- Condado de Blaine - norte, oeste
- Condado de Cassia - suroeste

### Carreteras
- - Interestatal 86
- - US 30
- - SH-37
- - SH-39

## Demografía
En el 2000 la renta per cápita promedia del condado era de $32,226, y el ingreso promedio para una familia era de $36,685. En 2000 los hombres tenían un ingreso per cápita de $29,676 versus $20,930 para las mujeres. El ingreso per cápita para el condado era de $14,007. Alrededor del 16.10% de la población estaba bajo el umbral de pobreza nacional.

## Ciudades y pueblos
- American Falls
- Arbon Valley
- Pauline
- Pocatello (parcialmente)
- Rockland